# Lee Chang-jik
Lee Chang-jik (kor. 이창직; ur 17 grudnia 1961) – południowokoreański aktor.

## Życiorys
Lee Chang-jik urodził się 17 grudnia 1961 roku w Korei Południowej.

## Filmografia

### Filmy
- 2006: Krwawy karnawał jako bogacz
- 2008: Nieziemska broń dynastii Joseon jako Ma-oh
- 2009: Opętana
- 2013: Gwan-sang jako Hwang Bo-in
- 2016: Tunel jako starszy pracownik

### Seriale
- 2009: Ja-myeong-go
- 2013: Je-wang-eui Ddal, Soo-baek-hyang jako Choi Man-chi
- 2016: Goot Wai-peu jako sędzia
- 2017:
  - Chu-ri-eui Yeo-wang
  - I-beon Saeng-eun Cheo-eum-i-ra
- 2020:
  - Memorials jako Shi Dan-kyu[2]